# Ioan Narcis Chisăliță
Ioan Narcis Chisăliță (n. 14 decembrie 1973

) este un politician român care a ocupat funcțiile de deputat în legislatura 2008-2012 și de senator în legislatura 2016-2020.